# Глостер Марс
Глостер Марс (енгл. Gloster Mars) је британски морнарички ловац. Авион је први пут полетео 1921. године. 

Највећа брзина у хоризонталном лету је износила 193 km/h. Размах крила је био 8,53 метара а дужина 5,59 метара. Маса празног авиона је износила 801 килограма а нормална полетна маса 982 килограма. Био је наоружан са 2 предња митраљеза калибра 7,7 милиметара Викерс.

## Наоружање
| Наоружање авиона: Глостер Марс |     |
| Ватрено (стрељачко) наоружање  |     |
| Топ                            |     |
| Митраљез                       |     |
| Број и ознака митраљеза        | 2   |
| Калибар                        | 7,7 |
| Бомбардерско наоружање (бомбе) |     |
| Ракетно наоружање (ракете)     |     |